# Birmingham City Women Football Club
Il Birmingham City Women Football Club, meglio noto come Birmingham City, è una squadra di calcio femminile inglese, affiliata, a livello societario, all'omonimo club maschile. Gioca le partite casalinghe al St Andrew's ed è tra i membri fondatori dell'allora FA Women's Super League 1, il massimo livello del campionato inglese, istituito nel 2011. Milita in Women's Super League 2, la seconda serie nazionale.
Ha vinto una FA Women's Cup nel 2012 e ha partecipato a due edizioni dell'UEFA Women's Champions League.

## Storia
La squadra venne creata nel 1968 da un gruppo di donne appassionate di calcio, che disputarono partite amichevoli fino al 1970, anno in cui si iscrissero alla Heart of England League, dove giocarono fino al 1973. In seguito alla ristrutturazione dei campionati dal 1974 la Heart of England League cessò di esistere ed il Birmingham City disputò la West Midland Regional League, il nuovo campionato di categoria e di divisione territoriale.
Gli anni '90 furono un periodo difficile per la società, ma l'istituzione di un proprio settore giovanile contribuì alla crescita della squadra. Nel 1999 il Birmingham City venne promosso nella neonata Midland Combination League, vincendo il campionato alla prima stagione, guadagnando la promozione in National Northern Division, la seconda divisione nazionale. Nel 2002, dopo due stagioni, ottenne la promozione nella FA Women's Premier League National Division, la massima serie del campionato inglese. Sempre nel 2002 raggiunse la finale della FA Women's Premier League Cup, sconfiggendo in semifinale il Doncaster Belles, ma perdendo la finale per 1-7 contro le professioniste del Fulham. La squadra giocò nella National Division per otto stagioni consecutive, ottenendo il miglior risultato nella stagione 2004-05, quando concluse al quarto posto.

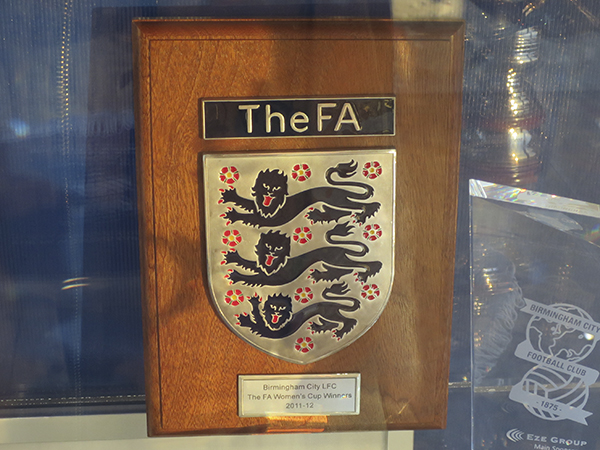
La placca delle vincitrici della FA Women's Cup 2011-12.

Nel 2010 venne fondata la FA Women's Super League, la nuova massima serie del campionato inglese, e il Birmingham City fu una delle 16 società a candidarsi per parteciparvi. Il club venne poi incluso tra le otto partecipanti alla stagione inaugurale nel 2011. Il Birmingham City ha giocato nella FA Women's Super League per dodici stagioni consecutive, ottenendo i migliori risultati nei primi anni, ottenendo due secondi posti nell'edizioni 2011 e 2012, sempre alle spalle dell'Arsenal. Nel 2012 la squadra conquistò il suo primo trofeo nazionale, vincendo la FA Women's Cup. Giunta in finale per la prima volta nella sua storia, la squadra affrontò il Chelsea, concludendo i tempi regolamentari sull'1-1, grazie al pareggio di Rachel Williams nei minuti di recupero del secondo tempo, e i tempi supplementari sul 2-2; ai tiri di rigore vinse il Birmingham City, che conquistò, così, la FA Women's Cup 2011-12.

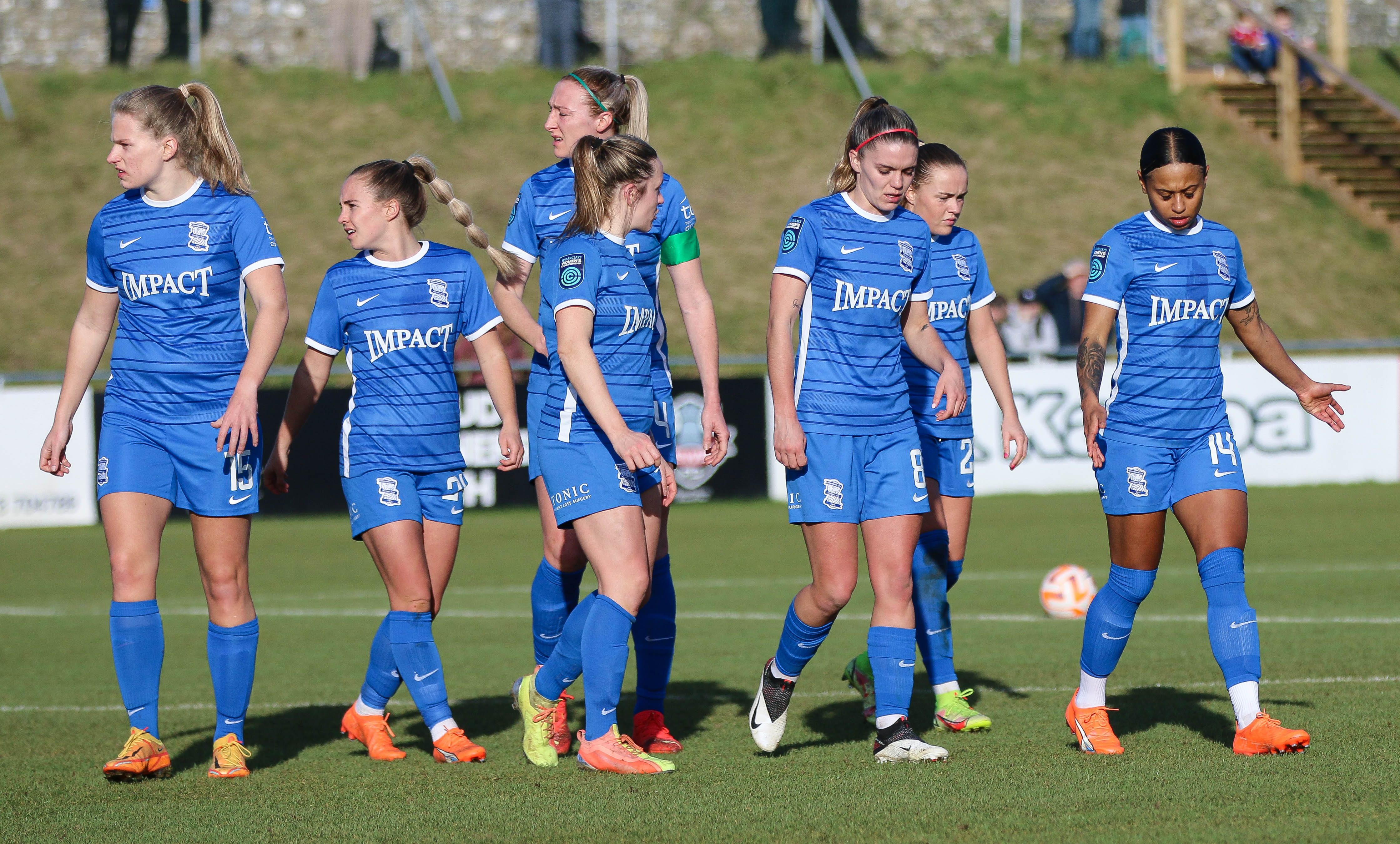
Calciatrici del Birmingham City nel corso della partita di campionato del 5 febbraio 2023 contro il Lewes.

Grazie ai due secondi posti in campionato, il club partecipò per due edizioni consecutive all'UEFA Women's Champions League. La prima partecipazione nell'edizione 2012-13 si concluse già ai sedicesimi di finale, dove venne eliminata dalla squadra italiana del Bardolino Verona, che, grazie a una tripletta di Cristiana Girelli, ribaltò nei tempi supplementari la vittoria delle inglesi dell'andata per 2-0. Nell'edizione 2013-14, la squadra arrivò fino in semifinale. Dopo aver eliminato prima le finlandesi del PK-35 Vantaa e poi le russe dello Zorkij Krasnogorsk, sconfissero le connazionali dell'Arsenal con due vittorie. In semifinale, dopo un pareggio per 0-0 in Inghilterra, le svedesi del Tyresö FF vinsero la gara di ritorno in casa per 3-0, eliminando il Birmingham City dalla competizione.
Nel novembre 2016 giunse la piena integrazione nel Birmingham City Football Club. Nel luglio 2018 giunse il cambio di denominazione da Birmingham City Ladies Football Club a Birmingham City Women Football Club.
Fino alla stagione 2018-19 la squadra era tra le principali protagoniste del campionato, concludendo più volte tra il terzo e il quarto posto. Dopo aver concluso la Women's Super League all'undicesimo e penultimo posto per due stagioni consecutive, nell'edizione 2021-22 concluse al dodicesimo e ultimo posto in classifica, retrocedendo così in Women's Championship dopo dodici stagioni consecutive in massima serie. La prima partecipazione alla Women's Championship si concluse con un secondo posto a un solo punto dal Bristol City vincitore.

## Palmarès

### Competizioni nazionali
- Women's FA Cup: 1

2011-2012

### Altre competizioni
- vincitrice dell'Heart of England League: 1971-72
- vincitrice del West Midland Regional League: 1974-75, 1976-77, 1987-88, 1988-89
- vincitrice del Midland Combination League: 1998-99
- vincitrice dell'AXA Northern Premier League: 2001-02

## Statistiche

### Partecipazione ai campionati
| Livello | Categoria                        | Partecipazioni | Debutto   | Ultima stagione | Totale |
| ------- | -------------------------------- | -------------- | --------- | --------------- | ------ |
| 1º      | Premier League National Division | 8              | 2002-2003 | 2009-2010       | 20     |
| 1º      | Women's Super League             | 12             | 2011      | 2021-2022       | 20     |
| 2º      | Premier League Northern Division | 2              | 2001-2001 | 2001-2002       | 3      |
| 2º      | Women's Championship             | 3              | 2022-2023 | 2024-2025       | 3      |

### Partecipazione alle coppe
| Competizione                  | Partecipazioni | Debutto   | Ultima stagione | Totale |
| ----------------------------- | -------------- | --------- | --------------- | ------ |
| UEFA Women's Champions League | 2              | 2012-2013 | 2013-2014       | 2      |